# شهرستان هیگاشی‌ایباراکی، ایباراکی

شهرستان هیگاشی‌ایباراکی (انگلیسی: Higashiibaraki District, Ibaraki) یکی از شهرستان‌های ژاپن است که در استان ایباراکی در ژاپن واقع شده‌است.